# Fachkraft für Kurier-, Express- und Postdienstleistungen

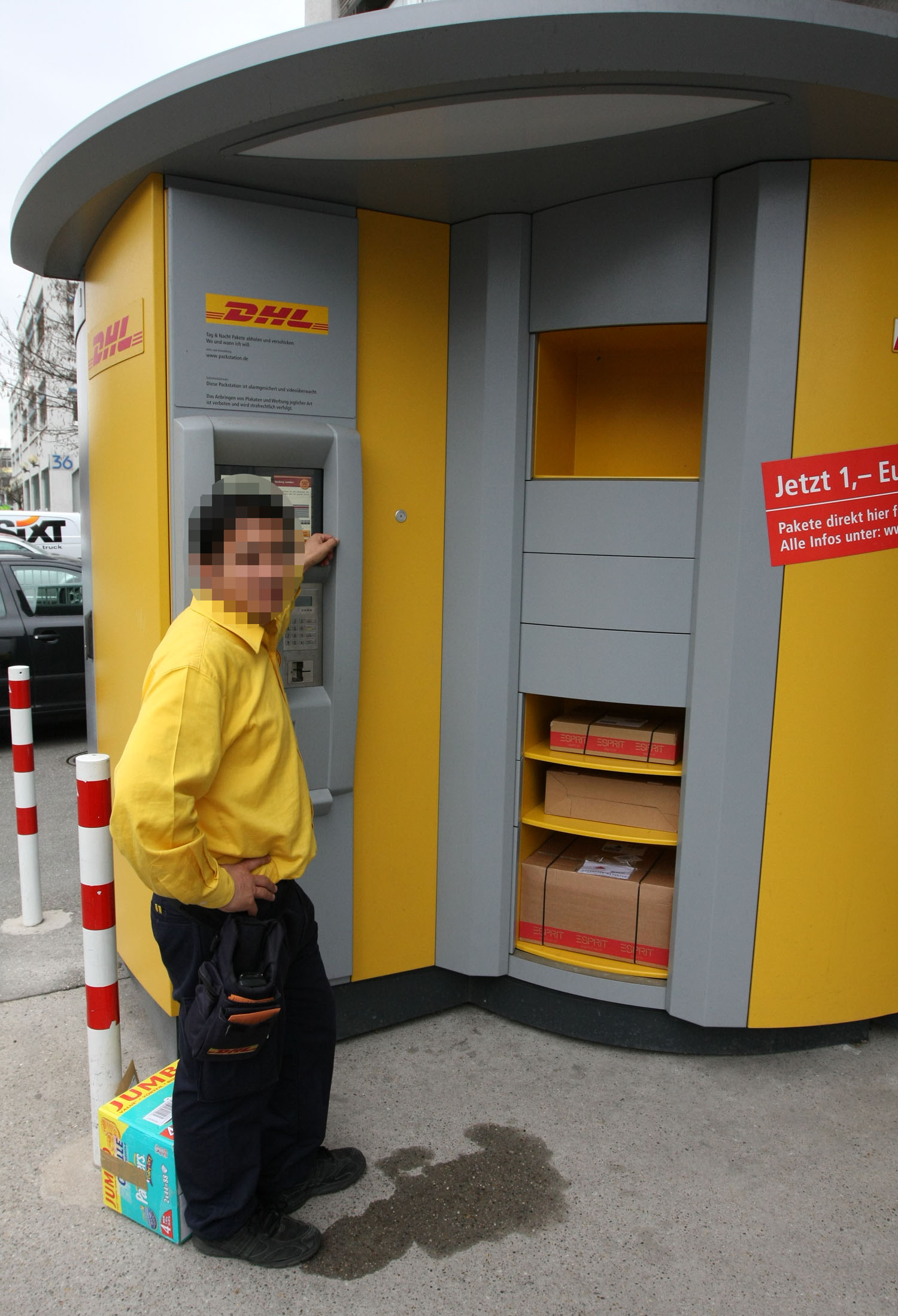
Ein DHL-Mitarbeiter befüllt eine Packstation.

Die Fachkraft für Kurier-, Express- und Postdienstleistungen (kurz FKEP) ist in Deutschland ein staatlich anerkannter Ausbildungsberuf nach Berufsbildungsgesetz.

## Ausbildungsdauer und Struktur
Die Ausbildungsdauer zur Fachkraft für Kurier-, Express- und Postdienstleistungen beträgt in der Regel zwei Jahre. Die Ausbildung erfolgt an den Lernorten Betrieb und Berufsschule.

## Arbeitsgebiete
Fachkräfte für Kurier-, Express- und Postdienstleistungen arbeiten in der Auftragsannahme, Umschlag und Zustellung von Postsendungen und logistischen Dienstleistungen. Sie sorgen dafür, dass die Sendungen sortiert und zugestellt werden. Sie bereiten die Sendungen für den Versandweg vor, nehmen Aufträge und Sendungen sowie Zahlungen an. Sie beraten Kunden über das Angebot ihres Unternehmens und nehmen Kundenwünsche entgegen. Fachkräfte für Kurier-, Express- und Postdienstleistungen finden ihren Arbeitsplatz bei Unternehmen, die kleinteilige und zeitkritische Sendungen transportieren.

## Zwischen- und Abschlussprüfung
Die Prüfungsaufgaben werden von der Aufgabenstelle für kaufmännische Abschluss- und Zwischenprüfungen (AkA) in Nürnberg erstellt.

## Fortsetzung der Berufsausbildung
Auszubildende, die ihre Ausbildung erfolgreich abgeschlossen haben, können ihre Ausbildung im dreijährigen Ausbildungsberuf Kaufmann für Kurier-, Express- und Postdienstleistungen fortsetzen. Die absolvierte Ausbildungszeit kann dabei angerechnet werden, d. h., sie beginnen ihre Ausbildung im dritten Ausbildungsjahr.